# Emily Young
Emily Young, född 1951 i London, är en brittisk skulptör.
Emily Young är dotter till författaren och labourpolitikern Wayland Young (1923–2009) och författaren och debattören Elisabeth Young (född 1923). Hon är syster till barnboksförfattaren Louisa Young (född 1960, pseudonym Zizou Corder), Hon är dotterdotter till skulptören Kathleen Scott (1878–1947), som var elev till Auguste Rodin.
Hon är uppväxt i London, Wiltshire och i Italien  Hon utbildade sig på Chelsea School of Art i London 1968 och på Saint Martins School of Art i London. Hon har bott i USA och studerade då för skulptören Robert White. 

## Verk i urval
- Huvuden, sten, på Paternoster Square, vid Sankt Pauls-katedralen i London
- Lunar Disc I, utanför katedralen i Salisbury
- Två huvuden, sten, utanför Neo Bankside bostadskomplex vid Holland Street i Southwark i London

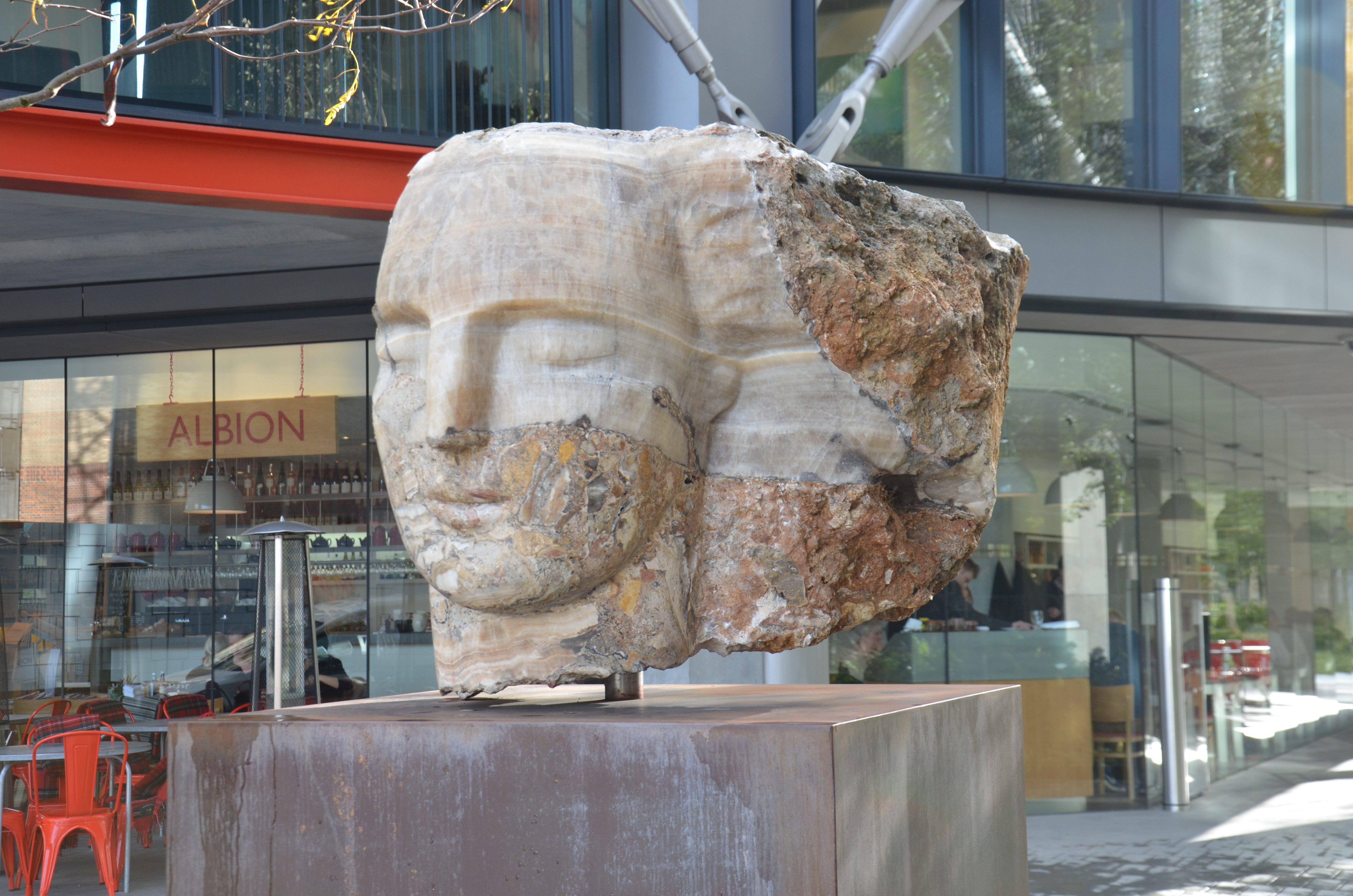
Fana i Southbank i London.
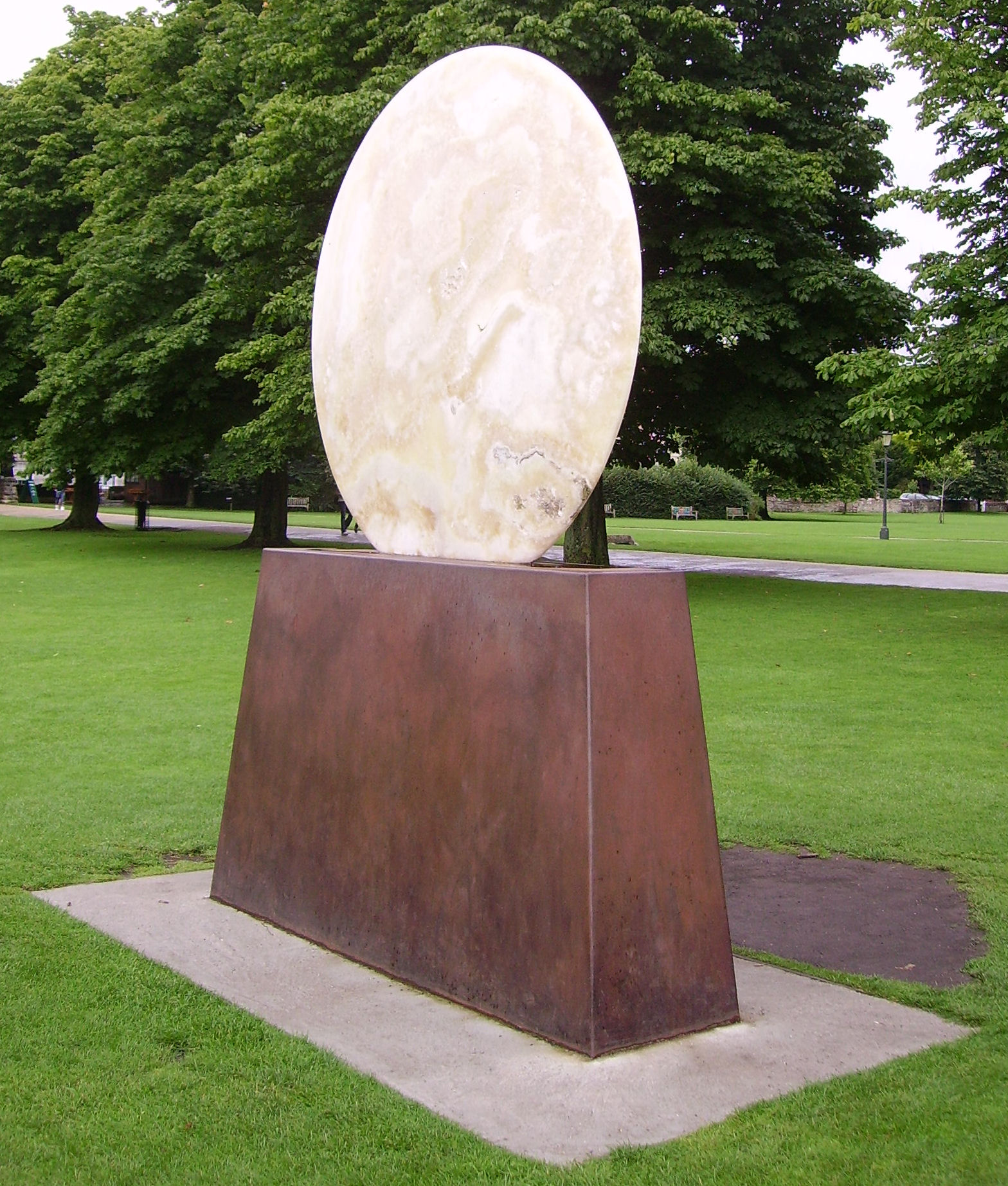
Lunar Disc 2 i Salisbury.
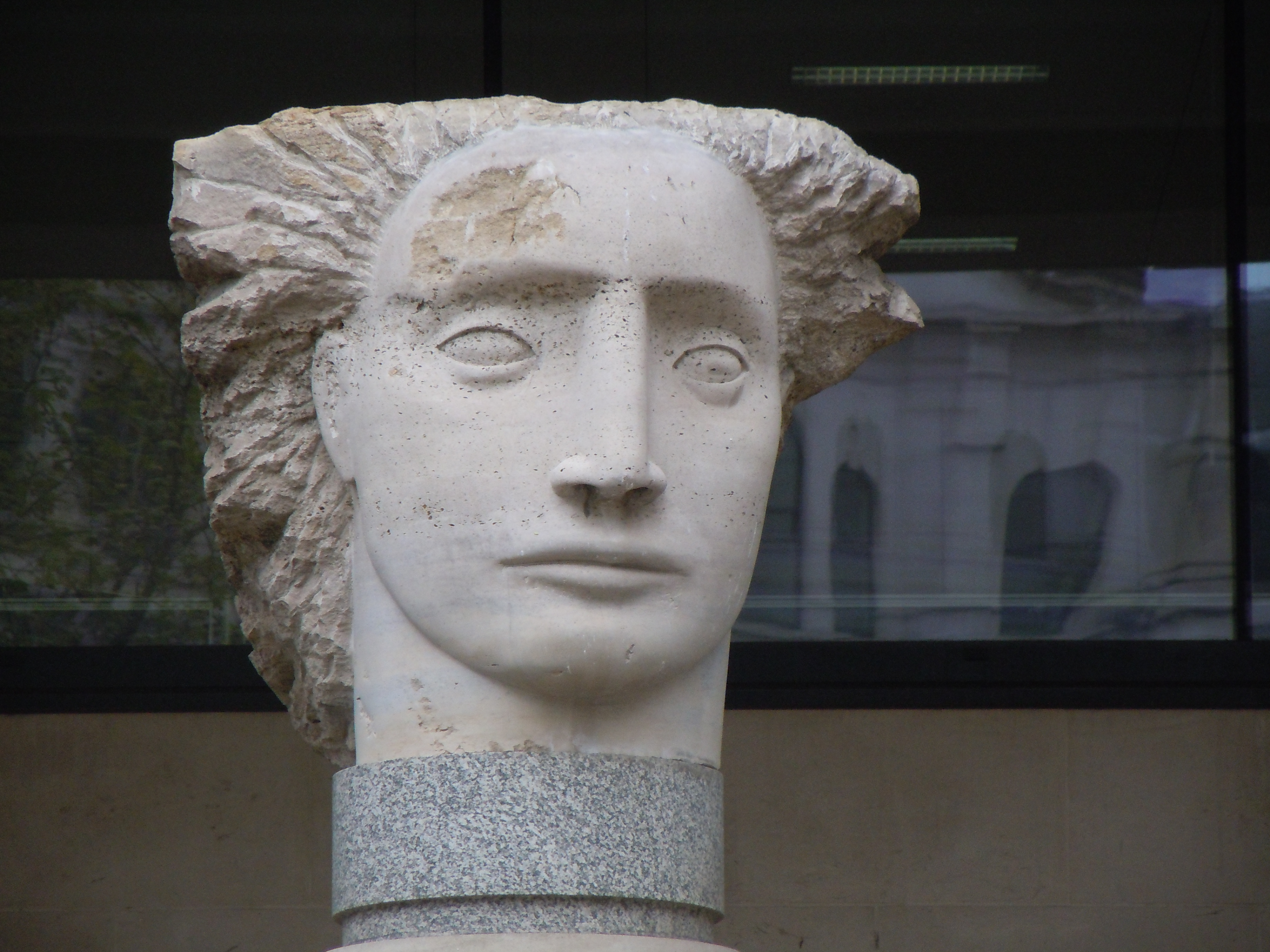
Huvud på Paternoster Square i London.
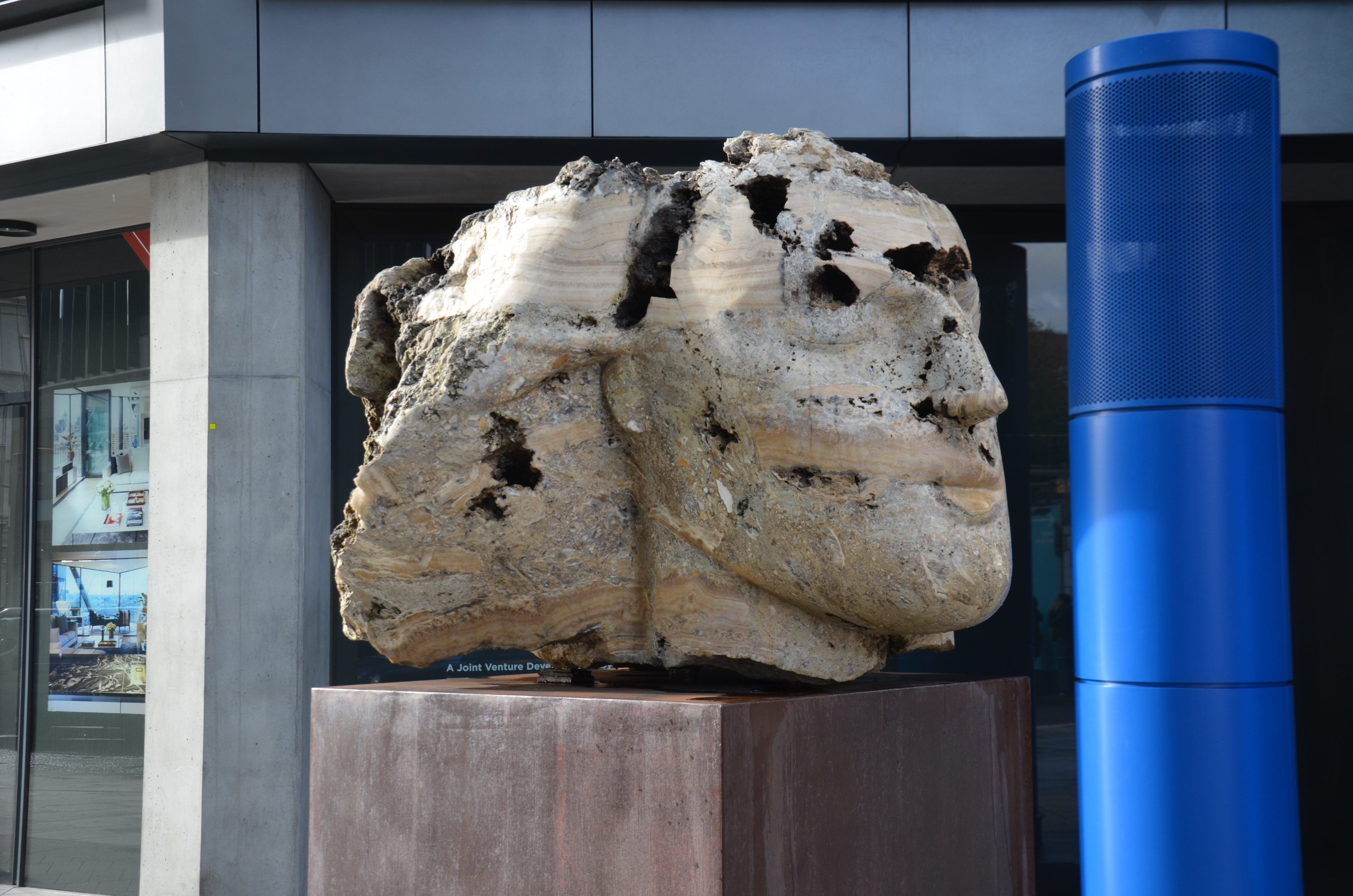
Planet i Southbank i London.